# 337e division d'infanterie (Allemagne)
La  337e division d'infanterie (en allemand : 337. Infanterie-Division ou 337. ID) est une des divisions d'infanterie de l'armée allemande (Wehrmacht) durant la Seconde Guerre mondiale.

## Historique
La 337e division d'infanterie est formée le 16 novembre 1940 dans le secteur de Kempten dans la Wehrkreis VII en tant qu'élément statique de la 14. Welle (14e vague de mobilisation).
Après sa formation et des fonctions de forces d'occupation et de sécurité en Belgique et en France le long de la ligne de démarcation et en Bretagne, la division est transférée sur le Front de l'Est en mars 1942.
Elle reçoit un renfort en personnel en novembre 1943 en absorbant des éléments de la 113. Infanterie-Division dissoute.
La division est détruite en juillet 1944. Les éléments survivants sont utilisés pour former le Divisions-Gruppe 337 qui est assigné au Korps-Abteilung G. L'état-major de la division forme l'état-major du 337. Volksgrenadier-Division, unité créée en septembre 1944 (précédemment nommée brièvement 570. Volksgrenadier Division) avec des éléments de la division « de l'ombre » (schatten division) Groß-Born.

## Organisation

### Commandants
| Date                                 | Grade                  | Commandant      |
| ------------------------------------ | ---------------------- | --------------- |
| 15 novembre 1940 - 2 mai 1941        | Generalleutnant        | Karl Spang      |
| 2 mai 1941 - 15 mars 1942            | Generalleutnant        | Kurt Pflieger   |
| 15 mars 1942 - 20 septembre 1942     | General der Artillerie | Erich Marcks    |
| 20 septembre 1942 - 27 décembre 1943 | Generalleutnant        | Otto Schünemann |
| 27 décembre 1943 - ? juillet 1944    | Generalleutnant        | Walter Scheller |

## Théâtres d'opérations
- Allemagne : décembre 1940 - mars 1941
- Belgique et France : mars 1941 - mai 1942
- Front de l'Est secteur Sud : mai 1942 - juillet 1944

## Ordre de bataille
1941
- Infanterie-Regiment 688
- Infanterie-Regiment 689
- Infanterie-Regiment 690
- Artillerie-Regiment 337
- Pionier-Bataillon 337
- Feldersatz-Bataillon 337
- Panzerjäger-Abteilung 337
- Divisions-Nachrichten-Abteilung 337
- Divisions-Nachschubführer 337

1944
- Grenadier-Regiment 313
- Grenadier-Regiment 688
- Divisionsgruppe 113
  - Stab der Gruppe
  - Regiments-Gruppe 260
  - Regiments-Gruppe 261
- Divisions-Füsilier-Bataillon 337
- Artillerie-Regiment 337
- Pionier-Bataillon 337
- Feldersatz-Bataillon 337
- Panzerjäger-Abteilung 337
- Divisions-Nachrichten-Abteilung 337
- Divisions-Nachschubführer 337